# T–84
A T–84 Ukrajnában, Harkivban, a Morozov tervezőirodában a T–80UD alapján kifejlesztett és a Malisev Gépgyárban gyártott harckocsi.
A harckocsit a szovjet T–80 harckocsi Ukrajnában módosított, dízelmotorosra átalakított T–80UD típusjelű változatának továbbfejlesztésével hozták létre. Gyártása 1994-ben kezdődött, majd 1999-ben rendszeresítették az Ukrán Fegyveres Erőknél. Nagy teljesítményű motorja biztosítja, hogy a T–84 a világ egyik leggyorsabb harckocsija legyen. A T–84 Oplot harckocsiból tíz darabot rendszeresítettek. A harckocsik újítása az új konstrukciójú torony, amelyben külön páncélozott tároló rekeszt alakítottak ki az ágyúlőszerek számára. A T–80–120 Jatagan egy exportra tervezett változat, amely 120 mm-es NATO-lőszert tüzelő harckocsiágyút kapott.

## Típusváltozatok
- T–84 – a T–80UD továbbfejlesztett változata, új hegesztett toronnyal és Stora–1 aktív páncélvédelemmel. 895 kW-os (1200 LE) 6TD–2 típusú ellendugattyús dízelmotort és fedélzeti segédhajtóművet kapott.
- T–84U – a T–84 módosított változata, új oldalpáncélzattal, a tornyot borító Kontakt–5 reaktív páncélzattal és fedélzeti segédhajtóművel. Irányzóberendezése hőképalkotóval rendelkezik, műholdas navigációs rendszert, parancsnoki lézeres távmérőt kapott.
- T–84 Oplot – A T–84U új típusú toronnyal felszerelt változata, a 125 mm-es harckocsiágyút meghagyták. Az új hegesztett toronyban elkülönítették a küzdőteret és a lőszertároló rekeszt. Új automata töltőberendezéssel szerelték fel. Kis mennyiségben rendszeresítették az Ukrán Fegyveres Erőknél.
- T–84–120 Jatagan – A T–84 Oplot átalakított változata, amelyet a Törökország által kiírt harckocsi tenderre készítettek. (A prototípus megnevezése KERN2–120.) A harckocsit szabványos NATO-lőszerek tüzelésére alkalmas 120 mm-es löveggel szerelték fel, amely alkalmas a 9M119 Szvir páncéltörő rakéták indítására is. A mechanikus sebességváltó helyére automata sebességváltó került, a vezető szarvkormányát kerek kormányra cserélték, légkondicionáló berendezést, a lövegre szerelt csőtorkolati sebességmérőt, új irányzóberendezést és kommunikációs rendszert építettek be.
- BM Oplot, vagy korábbi jelzéssel Oplot–M – A T–84 jelentősen továbbfejlesztett, modernizált változata, melyet 2009-ben rendszeresítettek az Ukrán Fegyveres erőknél. A modernizálás során elsősorban a jármű mozgékonyságát és védettségét javították.[1]

## A harckocsin alapuló speciális járművek
- BREM–84 – műszaki–mentő harckocsi.
- BRU–84 – hídvető harckocsi.
- BTMP–84 – Nehéz gyalogsági harcjármű. A T–84 Oplot prototípusából alakították ki, meghosszabbított páncéltesttel, a futógörgők számát eggyel növelték, a küzdőtér helyén kialakított deszanttérben öt fő lövész helyezhető el.

## Külső hivatkozások
- A harckocsit kifejlesztő harkivi Morozov Tervezőiroda honlapja Archiválva 2008. május 17-i dátummal a Wayback Machine-ben
- A gyártó Malisev Gépgyár honlapja